# Othonna protecta
Othonna protecta là một loài thực vật có hoa trong họ Cúc. Loài này được Dinter mô tả khoa học đầu tiên năm 1923.